# اصل پارتو
اصل پارتو (که به عنوان قانون ۸۰/۲۰ یا قانون اقلیت‌های حیاتی نیز شناخته می‌شود) بیان می‌کند که برای بسیاری از رویدادها، تقریباً ۸۰٪ اثرات از ۲۰٪ علل ناشی می‌شوند. جوزف م. جوران، مشاور مدیریت، این اصل را مطرح کرد و این اصل را به افتخار اقتصاددان ایتالیایی ویلفردو پارتو (به انگلیسی: Vilfredo Federico Damaso Pareto)، پارتو نامگذاری کرد، کسی که به این ارتباط ۸۰/۲۰ هنگام حضور در دانشگاه لوزان در سال ۱۸۹۶ اشاره کرده بود. در اولین کار خود با عنوان Cours d'économie politique، پارتو نشان داد که تقریباً ۸۰٪ از اراضی ایتالیا متعلق به ۲۰٪ از جمعیت این کشور است. اصل پارتو به صورت غیر مستقیم با راندمان پارتو در ارتباط است. پارتو هر دو مفهوم را در زمینه توزیع درآمد و ثروت در بین جمعیت توسعه داد.
از نظر ریاضی، قانون ۸۰/۲۰ تقریباً با توزیع قدرت - قانون (که همچنین به عنوان توزیع پارتو شناخته می‌شود) برای مجموعهٔ خاصی از پارامترها دنبال می‌شود و برای بسیاری از پدیده‌های طبیعی به صورت تجربی نشان داده شده که در رفتار خود چنین توزیعی را دارا هستند. این یک اصل بدیهی در مدیریت تجارت است که ۸۰٪ فروش از طریق ۲۰٪ مشتری‌ها حاصل می‌شود.

## تاریخچه
در سال ۱۹۴۱، جوزف ام. جوران، مهندس آمریکایی رومانیایی الاصل، با کار ویلفردو پارتو، دانشمند ایتالیایی آشنا شد. پارتو گفته بود که تقریباً ۸۰٪ از زمین ایتالیا در اختیار ۲۰٪ از جمعیت است. جوران این مشاهدات را که ۸۰ درصد از یک موضوع ناشی از ۲۰ درصد علل است، به مسائل کیفیت اعمال کرد. جوران بعداً در طول زندگی حرفه‌ای خود ترجیح داد که این موضوع را به عنوان «موارد کم حیاتی و بسیار مفید» توصیف کند تا تأکید کند که سهم ۸۰٪ باقیمانده نباید به‌طور کامل نادیده گرفته شود. کتابی نیز با این موضوع تحت عنوان قانون ۸۰/۲۰ به نویسندگی ریچارد کخ نوشته شده است.

## کاربرد در اقتصاد
مشاهده اولیه در ارتباط با جمعیت و ثروت بود. پارتو متوجه شد تقریباً ۸۰٪ از ایتالیا متعلق به ۲۰٪ از جمعیت آن است. وی سپس تحقیقاتی را در مورد کشورهای مختلف انجام داد و در کمال تعجب متوجه شد که توزیع مشابهی در آن‌ها اعمال می‌شود.
نموداری که نابرابری را بسیار آشکار و قابل درک جلوه داده است، به اصطلاح تأثیر "شیشه شامپاین"، در گزارش برنامه توسعه سازمان ملل در سال ۱۹۹۲ وجود داشت که نشان می‌داد توزیع درآمد جهانی بسیار نابرابر است، زیرا که ۲۰٪ ثروتمند جمعیت جهان، ۸۲٫۷٪ از درآمد جهان را کنترل می‌کنند. با این حال، شاخص "جینی" جهان نشان می‌دهد که توزیع ثروت کشورهای مختلف بسیار متفاوت است.
| درصد جمعیت                | درآمد  |
| ثروتمندترین ۲۰٪ جامعه     | ۸۲٫۷۰٪ |
| دومین ۲۰٪ ثروتمند جامعه   | ۱۱٫۷۵٪ |
| سومین ۲۰٪ ثروتمند جامعه   | ۲٫۳۰٪  |
| چهارمین ۲۰٪ ثروتمند جامعه | ۱٫۸۵٪  |

اصل پارتو همچنین در اعمال مالیات قابل مشاهده است. در آمریکا در فواصل سال‌های ۲۰۰۰ تا ۲۰۰۶ و همچنین در سال ۲۰۱۶، ۲۰٪ برتر از لحاظ درآمدزایی تقریباً ۸۰ تا ۹۰ درصد مالیات به‌دست آمده را پرداخت کردند.
با این حال، توجه به این نکته مهم است که اگرچه ارتباط‌هایی از این دست با شایسته سالاری وجود داشته است، اما نباید این اصل را با پیامدهای بیشتر اشتباه گرفت. همان‌طور که آلساندرو پلچینو در دانشگاه کاتانیا در ایتالیا اشاره می‌کند، سایر صفات لزوماً با یکدیگر ارتباط ندارند. او و سایر محققان با استفاده از استعداد به عنوان نمونه و جمله «حداکثر موفقیت هرگز با حداکثر استعداد مطابقت ندارد و بلعکس» به ان نتیجه رسیدند که برخی فاکتورها به شانس بستگی دارند.
فیزیکدان ویکتور یاکوفنکو از دانشگاه مریلند، کالج پارک و ای سی سیلوا، داده‌های درآمدی که از سرویس درآمد داخلی ایالات متحده برگرفته شده بود را از سال ۱۹۸۳ تا ۲۰۰۱ تجزیه و تحلیل کرد و دریافت که توزیع درآمد در بین طبقه فوقانی (۱–۳٪ از جمعیت) از اصل پارتو پیروی می‌کند.

## کاربرد در علوم رایانه
در علوم رایانه می‌توان از اصل پارتو برای تلاش‌های بهینه‌سازی استفاده کرد. به عنوان مثال، مایکروسافت اشاره کرد که در هر سیستم با رفع ۲۰٪ بالای بیشترین گزارش‌ها در مورد اشکالات و باگ‌ها، ۸۰٪ از خطاها و خرابی‌های مربوط به آن سیستم خاص حذف می‌شوند. لاول آرتور اظهار داشت: "۲۰٪ کدها ۸۰٪ خطاها دارند. آنها را پیدا کنید، آنها را برطرف کنید!" همچنین کشف شد که به‌طور کلی ۸۰٪ از یک قسمت خاص از نرم‌افزار را می‌توان در ۲۰٪ از کل زمان اختصاص داده شده نوشت. در مقابل، سخت‌ترین ۲۰٪ کد ۸۰٪ از زمان را به خود اختصاص می‌دهد. این عامل معمولاً بخشی از برآورد COCOMO برای کدگذاری نرم‌افزار است.

## کاربرد در ورزش
این استنتاج شده است که اصل پارتو در مورد تمرینات ورزشی کاربرد دارد، جایی که تقریباً ۲۰٪ تمرین‌ها و ورزش‌ها ۸۰٪ تأثیر روی فرم بدن و میزان لاغری دارند پس نباید آنقدر مختلف بودن تمرین‌ها تمرکز کرد. این امر لزوماً به این معنی نیست که داشتن یک رژیم غذایی سالم یا رفتن به ورزشگاه اهمیتی ندارد، اما به اندازه فعالیت‌های کلیدی قابل توجه نیستند. این نکته حائز اهمیت است که توجه داشته باشید که این قانون ۸۰/۲۰ هنوز باید در مطالعات کنترل شده از تمرینات ورزشی مورد آزمایش علمی قرار گیرد.
در بیس بال، اصل پارتو در تلاش برای جمع‌آوری چندین آمار برای تعیین اهمیت کلی یک بازیکن برای یک تیم پیدا شده است. ۱۵٪ از کل بازیکنان سال گذشته ۸۵٪ و ۸۵٪ دیگر بازیکنان ۱۵٪ از کل پیروزی‌ها را به دست آوردند. اصل پارتو به این اعداد بسیار نزدیک است و استفاده از آن در بیسبال منطقی به نظر می‌رسد.

## کاربرد در بهداشت و ایمنی شغلی
متخصصان بهداشت و ایمنی حرفه ای از اصل پارتو برای تأکید بر اهمیت اولویت بندی خطر استفاده می‌کنند. با فرض ۲۰٪ از خطرات ۸۰٪ از آسیب‌ها را تشکیل می‌دهند و با طبقه‌بندی خطرات، متخصصان ایمنی می‌توانند آن ۲۰٪ از خطرات را که باعث ۸۰٪ صدمات یا تصادفات شود، هدف قرار دهند. از طرف دیگر، اگر خطرات به ترتیب تصادفی مورد خطاب قرار گیرند، یک متخصص ایمنی احتمالاً یکی از ۸۰ درصد خطرات را برطرف می‌کند که فقط بخشی یعنی ۲۰ درصد از آسیب‌های دیگر را باقی می‌گذارد.
گذشته از اطمینان از شیوه‌های کارآمد برای جلوگیری از تصادفات، اصل پارتو همچنین اطمینان می‌دهد که خطرات در یک دستورالعمل اقتصادی مرتفع می‌شوند، زیرا این روش اطمینان می‌دهد که از منابع استفاده شده بهترین استفاده برای جلوگیری از بیشترین تصادفات می‌شود.

## کاربرد در مارکتینگ و بازاریابی
نمونه‌های پارتو برای هرکسی که می‌خواهد با تلاش کمتر در بازاریابی به حداکثر نتیجه برسد بسیار مهم است. مشکل این است که اندازه‌گیری اقدامات بازاریابی و ارتباطی دشوار است.
تصور کنید که شما یک تبلیغات تلویزیونی را راه اندازی کرده‌اید و محصولات شما بسیار خوب می‌فروشند. اما در همان زمان، پیشرفت فوق‌العاده ای در اقتصاد به وجود آمد و همچنین یکی از رقبای مستقیم شما مشکلاتی داشت و نتوانست محصولات خود را به فروشگاه‌ها تحویل دهد؛ بنابراین، چگونه می‌دانید که کمپین شما مؤثر بوده است؟
این معضلی است که قانون پارتو قصد ندارد آن را برطرف کند. برای تعیین این مسئله باید تحقیقاتی در مورد فراخوان و مطالعات دیگر انجام شود.
از این رو، بسیاری از بازاریابان بر انجام بازاریابی آنلاین تصمیم گرفته‌اند، که می‌تواند نتایج را با اثربخشی و قاطعیت بیشتری مشخص کرد، که در تصمیم‌گیری بسیار مؤثر است.

## در شبکه‌های اجتماعی
کسانی که با بازاریابی محتوا کار می‌کنند می‌توانند از قانون پارتو برای تحلیل موثرترین پست‌ها استفاده کنند. ویژگی‌های مشترک آن‌ها را کشف کنند و سعی کنند از آن‌ها در خلاقیت‌های محتوای آینده استفاده کنند. نکتهٔ قابل توجه در این زمینه، شرکت‌های بزرگ در زمینهٔ تولید محتوا هستند که سعی می‌کنند قالب محتواهای خود را روزانه به همان ۲۰ درصد پرکاربرد نزدیک کنند که باعث افزایش مخاطبان می‌شود.

## سایر کاربردها
در تئوری کنترل مهندسی، مانند مبدل‌های انرژی الکترومکانیکی، اصل ۸۰/۲۰ در تلاش‌های بهینه‌سازی کاربرد دارد.
قانون پارتو را می‌توان در شرط‌بندی نیز مشاهده کرد، جایی که گفته می‌شود با تلاش ۲۰٪ می‌توانید دقت خود را با ۸۰٪ کسانی که شرط می‌بندد مطابقت دهید و چه بسا که از آن‌ها بالاتر نیز بروید.
اصل پارتو در کنترل کیفیت کاربردهای بسیاری دارد. پایه برای نمودار پارتو، یکی از ابزارهای اصلی مورد استفاده در کنترل کیفیت کل و تکنیک‌های شش سیگما است. اصل Pareto به عنوان مبنایی برای تجزیه و تحلیل ABC و تجزیه و تحلیل XYZ است، که به‌طور گسترده در تدارکات و تهیه به منظور بهینه‌سازی سهام کالا و همچنین هزینه‌های نگهداری و پر کردن آن سهام استفاده می‌شود.
در مراقبت‌های بهداشتی در ایالات متحده، در یک نوبت ۲۰٪ از بیماران ۸۰٪ از منابع مراقبت‌های بهداشتی یا بیمه را استفاده می‌کنند.
بعضی موارد فوق پخش گسترده با قانون ۲۰/۸۰ مطابقت دارد، جایی که تقریباً ۲۰٪ از افراد آلوده مسؤول ۸۰٪ انتقال هستند.
مطالعه Dunedin نشان داده است که ۸۰٪ جرایم را ۲۰٪ از مجرمان مرتکب شده‌اند.
در سال ۱۹۸۸ بسیاری از مغازه‌های اجاره فیلم گزارش دادند که ۸۰٪ درآمد از ۲۰٪ فیلم‌های ویدئویی حاصل می‌شود. هر فروشگاه مجبور بود کلاسیک‌هایی مانندGone with the Wind , Casablanca یا ملکه آفریقایی را ارائه دهد تا به نظر برسد موجودی بزرگی نیز دارد، حتی اگر مشتریان بسیار به‌ندرت آنها را اجاره کنند.

## نتیجه‌گیری
این اصل ممکن است در هر حالت بهترین استراتژی نباشد. نکته اصل پارتو این است که بدانیم اکثر چیزهای زندگی به‌طور مساوی توزیع نمی‌شوند. بر اساس این تصمیم‌گیری در مورد اختصاص زمان، منابع و تلاش کنید:
به جای گذراندن ۱ ساعت برای تهیه مقاله یا وبلاگ که مطمئن نیستید به آن نیاز دارید، ۱۰ دقیقه را به فکر ایده‌های خود اختصاص دهید. سپس ۵۰ دقیقه برای نوشتن در مورد بهترین‌ها وقت بگذارید.
به جای صرف ۳ ساعت خواندن ۳ مقاله در عمق، ۵ دقیقه به ۱۲ مقاله (۱ ساعت) بپردازید و سپس هر یک ساعت را در دو مقاله برتر (۲ ساعت) بگذرانید.
ممکن است این تکنیک‌ها منطقی باشند یا منطقی نباشند - نکته این است که بدانید شما می‌توانید روی ۲۰٪ مهم تمرکز کنید.
در آخر، فکر نکنید که اصل پارتو به معنای انجام تنها ۸۰٪ کار مورد نیاز است. شاید درست باشد که ۸۰٪ یک پل در ۲۰٪ اول زمان ساخته شده است، اما برای این کار هنوز به بقیه پل احتیاج دارید. شاید درست باشد که ۸۰٪ مونا لیزا در ۲۰٪ اول زمان نقاشی شده است، اما این شاهکار بدون جزئیات به‌وجود نمی‌آمد. اصل پارتو یک مشاهده است، نه یک قانون از طبیعت.